# Christopher Donaldson (Filmeditor)
Christopher „Chris“ Donaldson (* Toronto) ist ein kanadischer Filmeditor.

## Leben
Christopher Donaldson wuchs in Toronto und im südkoreanischen Seoul auf. Bereits während der High School schuf er erste Kurzfilme. Er studierte an der Queen’s University und schloss sein Studium dort 1994 mit einem Bachelor of Arts Honours in Film ab. Nach seinem Abschluss absolvierte Donaldson eine Schnittausbildung in Toronto, bei der er unter Filmeditoren wie Ronald Sanders, Susan Maggi und Reginald Harkema arbeitete. Ab 1996 folgten erste Arbeiten als Schnittassistent.
Ab dem Jahr 2000 war als eigenständiger Filmeditor tätig, wobei er zu Beginn seiner Karriere vor allem Dokumentarfilme schnitt, mehrfach für Regisseur Alan Zweig. Später schnitt er auch Spielfilme für Regisseure wie James Allodi, David Weaver und Peter Wellington. Von 2003 bis 2006 schnitt Donaldson 18 Episoden der Fernsehserie Slings and Arrows. Es folgten Arbeiten an Fernsehserien wie Being Erica – Alles auf Anfang, The Bridge, Flashpoint – Das Spezialkommando, Played, Penny Dreadful und The Handmaid’s Tale – Der Report der Magd. 2011 schnitt er Sarah Polleys Filmdrama Take This Waltz. Für Polleys Film Die Aussprache übernahm er 2022 ebenfalls den Schnitt. Sein Schaffen als eigenständiger Editor umfasst rund 50 Film- und Fernsehproduktionen.
Seine Arbeit brachte ihm mehrere Auszeichnungen ein, darunter drei Preise der Director′s Guild of Canada für seine Arbeiten an den Fernsehserien Slings & Arrows und The Handmaid’s Tale – Der Report der Magd, einen Gemini Award für seinen Schnitt der Fernsehserie The Border, und einen Canadian Cinema Editors Award für seine Arbeit an Penny Dreadful.
Er ist Mitglied der Canadian Cinema Editors (CCE).
Donaldson lebt mit seiner Frau und den gemeinsamen Kindern in Toronto.

## Filmografie (Auswahl)
- 2000: Vinyl (Dokumentarfilm)
- 2000: The Uncles
- 2000: Dream Machine (Dokumentarfilm)
- 2001: Century Hotel
- 2001: Khaled
- 2001: Getting In
- 2002: McLuhan’s Wake (Dokumentarfilm)
- 2003: An Idea of Canada (Dokumentarfilm)
- 2003: Luck
- 2003–2006: Slings and Arrows (Fernsehserie, 18 Episoden)
- 2004: I, Curmudgeon (Dokumentarfilm)
- 2005: Cricket and the Meaning of Life
- 2006: The Art of Seduction (Fernsehserie, 1 Episode)
- 2007: Lovable (Dokumentarfilm)
- 2007: Rent-a-Goalie (Fernsehserie, 4 Episoden)
- 2007: Four Wings and a Prayer (Dokumentarfilm)
- 2008: Global Metal (Dokumentarfilm)
- 2008: The Border (Fernsehserie, 9 Episoden)
- 2009: Nova (Dokumentarserie, 1 Episode)
- 2009: Being Erica – Alles auf Anfang (Being Erica, Fernsehserie, 1 Episode)
- 2009: Waterlife (Dokumentarfilm)
- 2010: Kids in the Hall: Death Comes to Town (Miniserie, 8 Episoden)
- 2010: The Bridge (Fernsehserie, 4 Episoden)
- 2010: Act of Dishonour
- 2010: Little Films About Big Moments (Fernsehfilm)
- 2010–2012: Flashpoint – Das Spezialkommando (Flashpoint, Fernsehserie, 15 Episoden)
- 2011: Take This Waltz
- 2012: Metal Evolution (Dokumentarserie, 1 Episode)
- 2013: Cottage Country
- 2013: The Right Kind of Wrong
- 2013: Played (Fernsehserie, 5 Episoden)
- 2014: Stage Fright
- 2014–2016: Penny Dreadful (Fernsehserie, 6 Episoden)
- 2015: Remember
- 2016: Vikings (Fernsehserie, 3 Episoden)
- 2017: Die Kennedys: After Camelot (The Kennedys: After Camelot, Miniserie, 2 Episoden)
- 2017–2021: The Handmaid’s Tale – Der Report der Magd (The Handmaid’s Tale, Fernsehserie, 18 Episoden)
- 2018: A Veteran’s Christmas (Fernsehfilm)
- 2018–2020: Condor (Fernsehserie, 6 Episoden)
- 2019–2021: American Gods (Fernsehserie, 5 Episoden)
- 2022: Reacher (Fernsehserie, 1 Episode)
- 2022: Crimes of the Future
- 2022: Die Aussprache (Women Talking)
- 2023: Fellow Travelers (Fernsehserie, 2 Episoden)
- 2024: The Shrouds
- 2025: Fear Street: Prom Queen